# Stabsstelle
Eine Stabsstelle (kurz Stab) ist in der Organisationslehre eine Organisationseinheit, die nur indirekt durch Unterstützung einer oder mehrerer Instanzen zur Lösung einer Aufgabe beiträgt.

## Allgemeines
Eine Stabsstelle ist ein Element der Aufbauorganisation. Die Aufbauorganisation beschreibt die Gliederung eines Unternehmens in Stellen und Abteilungen sowie die Regelung der Leitungs-, Stabs- und Kommunikationsbeziehungen. Stabsstellen können auf nahezu allen Ebenen einer Hierarchie eingerichtet werden. Sie sind das zentrale Element zur Erweiterung der Linienorganisation hin zur Stablinienorganisation. Neben der Assistenz-, der Dienstleistungsstelle und der Ausführungsstelle zählen sie zu den unterstützenden Stellen in Unternehmen, Regierungen und Behörden.

## Geschichte
Die Geschichte der Stabsidee lässt sich weit in die Vergangenheit zurückverfolgen. Die Perser, Griechen und vor allem die römische Armee haben stabsähnliche Institutionen gekannt, meist in der Form von Spezialisten für Befestigungen, Lager- und Brückenbau, Befestigungsmaschinen, aber auch für Nachschub und Aufklärung. Stabsstellen befanden sich im römischen Heer sowohl an den zur Kriegführung und langfristigen Planung eingerichteten übergeordneten Kommandopositionen als auch beispielsweise an den untergebenen Grenzschutzabschnittskommandos. Vielfach mussten auch weiter unterstellte Kastellkommandanten in Krisensituationen eigenständige Stabsstellen einrichten. 
Ein weiteres Beispiel stellt die römisch-katholische Kirche, deren zentral operierende Kirchenverwaltung in Rom durch Kardinalskollegium und Römische Kurie unterstützt wurde, d. h. die dem Papst als Helfer und Berater in Spezialfragen zur Verfügung standen. 
König Gustav Adolf von Schweden führte im Dreißigjährigen Krieg erstmals Stabsstellen ein, um die Offiziere seiner Armee von Erkundungs- und Analysetätigkeiten zu entlasten und für die eigentliche Entscheidungsaufgabe freizuhalten.

## Arten von Stabsstellen
Nach dem Umfang der zu erfüllenden Aufgabe wird unterschieden:
- Bei mengenmäßiger Arbeitsüberlastung (Arbeitsvolumen) gibt es
  - adjutantive Stabsstellen: Sie erledigen ausführende Arbeitsaufgaben (etwa die Sekretärin);
  - generalisierte Stabsstellen oder Assistentenstellen: Sie übernehmen allgemeine Aufgaben (wie etwa ein Direktionsassistent).
- Bei qualitativer Überlastung (Arbeitsqualität) bieten sich spezialisierte Stabsstellen an, die fundierte Detailkenntnisse auf einem bestimmten Fachgebiet haben (wie Informationstechnik).

Durch Stabsstellen wird die Personalkapazität der Entscheidungsträger erweitert, weil sie die an eine Stabsstelle delegierten Aufgaben nicht selbst wahrnehmen müssen.

## Aufgabenverteilung
Die Aufgabenverteilung zwischen Leitungs-, Ausführungs- und Stabsstellen sieht folgendermaßen aus:
| Stelle             | Aufgaben                                                     | Kompetenzen              | Art der Entscheidung                            |
| ------------------ | ------------------------------------------------------------ | ------------------------ | ----------------------------------------------- |
| Leitungsstellen    | Führungsaufgaben                                             | Führungskompetenzen      | Fremdentscheidungen konstitutive Entscheidungen |
| Ausführungsstellen | ausführende Tätigkeiten                                      | Durchführungskompetenzen | Selbstentscheidungen operative Entscheidungen   |
| Stabsstellen       | Entscheidungsvorbereitung und Entlastung der Leitungsstellen | Durchführungskompetenzen | Selbstentscheidungen                            |

Ausführende Tätigkeiten sind dadurch gekennzeichnet, dass die Arbeitnehmer überwiegend an Weisungen gebunden sind, wobei der Arbeitgeber gegenüber seinen Arbeitnehmern Arbeitsinhalt, Arbeitsort und Arbeitszeit der Arbeitsleistung nach billigem Ermessen näher bestimmen darf. Bei Leitungsstellen steht die Weisungsbefugnis im Vordergrund, mit Hilfe von operativen oder konstitutiven Entscheidungen Ausführungsstellen mit der Ausführung dieser Entscheidungen zu betrauen. Stabsstellen dienen der Entscheidungsvorbereitung und Entlastung der Leitungsstellen und sind mit Durchführungskompetenzen ausgestattet. Sie unterscheiden sich von der Leitungsstelle formal dadurch, dass sie keine Weisungsbefugnis gegenüber unter- oder übergeordneten Stellen haben. 
In der Stablinienorganisation mit Führungsstab ist die Stabsstelle ausschließlich der Unternehmensleitung zugeordnet, in der Stablinienorganisation mit zentraler Stabsstelle ist diese zwar auch der Unternehmensleitung zugeordnet, erbringt aber Dienstleistungen für untergeordnete Instanzen, bei der Stablinienorganisation mit Stabshierarchie besitzen die Stabsstellen der oberen Ebenen gegenüber den Stäben der unteren Ebenen ein fachliches und gegebenenfalls auch ein disziplinarisches Weisungsrecht.

## Beispiele
Typische Stabsstellen in Unternehmen, Behörden und anderen Personenvereinigungen sind Organisationsabteilung, Personalabteilung oder Rechtsabteilung. Insbesondere letztere ist eine spezialisierte Stabsstelle, welche die im Unternehmen anfallenden Rechtsfragen untersucht und den Fachabteilungen eine Entscheidungsvorbereitung unterbreitet. 
Weitere Beispiele sind im Militär die höchste militärische Kommandobehörde, der Generalstab oder der Stab eines Kommandeurs ab der Bataillonsebene. Der Krisenstab ist eine Organisationsform für Notfälle, der Verwaltungsstab ist ein Personenkreis in der Verwaltung. In der Filmindustrie gibt es den Filmstab.

## Vor- und Nachteile
Stäbe sollen zunächst Führungsinstanzen entlasten, indem sie ihr Expertenwissen bereitstellen und beratend tätig sind. Theoretisch ermöglicht ihre Unabhängigkeit eine konzeptionelle, strategische Arbeit ohne Rücksicht auf eingefahrene Organisationsabläufe und -strukturen. Idealtypisch sollten Stäbe keine Weisungsbefugnisse haben, also nur beratend tätig sein, demnach selbst nicht entscheiden dürfen.
Die Praxis zeigt, dass es bei der Zusammenarbeit von Stab und Linie zu einer Reihe von Konflikten kommen kann. Zum einen ist der Einfluss von Stäben auf die Entscheidungsfindung nicht gering, da Führungskräfte in informationeller Abhängigkeit von den Experten stehen. Einher mit dem theoretischen Fehlen von Weisungsbefugnissen geht die faktische Verantwortungsfreiheit, was bedeutet, dass Fehlentscheidungen der Stabsstellen keine direkten Auswirkungen auf die Berater haben. Ferner kann ihre funktionale Autorität die Stellung der Führungskräfte in der Organisationshierarchie untergraben (Gefahr der Schattenhierarchie).